# Бакинский инженерный университет
Бакинский инженерный университет (азерб. Bakı Mühəndislik Universiteti, англ. Baku Engineering University) — государственное высшее учебное заведение Азербайджана.

## История
Бакинский инженерный университет основан 8 ноября 2016 года на базе упраздненного университета Кавказ, по распоряжению президента Азербайджанской Республики. Устав университета утверждён 21 февраля 2017 года.
Университет создан с целью подготовки кадров для организации производственных процессов на действующих наукоемких промышленных предприятиях и работы с инновационными технологиями.
Первый приём студентов осуществлён в 2017 году.

## Общие сведения
Университет осуществляет подготовку инженерных кадров по всем уровням высшего образования, проводит фундаментальные и прикладные научные исследования.
Университет подведомственен Министерству науки и образования Азербайджана.
1 апреля 2024 года университету выдана государственная аккредитация сроком на 5 лет.
На сентябрь 2023 года количество студентов составляет 5 166 чел., более 400 магистрантов и докторантов.

## Структура
Обучение проводится на трёх языках: азербайджанском, русском и английском.
В университете функционируют четыре факультета:
- Инженерный факультет
- Педагогический факультет
- Факультет экономики и управления
- Архитектурно-строительный факультет

Действует 21 кафедра. При университете действует научный совет. В университете действует отдел науки и инноваций, магистратуры и докторантуры, технопарк, 15 специализированных лабораторий, в том числе компьютерная лаборатория, механико-инженерная лаборатория, лаборатории электроники и ИКТ, химии и инженерной химии, биологии, физики.

## Инфраструктура
При университете действует университетский городок площадью 20 гектар.
Библиотечный фонд насчитывает 106 000 книг и журналов. Из них 18 000 на азербайджанском, 28 000 на турецком, 32 000 на английском, 2 000 на русском, 1 000 на фарси.

## Ректоры
- Хавар Мамедов[азерб.] (16 марта 2017 — 13 сентября 2023)[14][15][16]
- Ягуб Пириев (с 13 сентября 2023)[17]

## Международное сотрудничество
С осени 2020 года реализуется программа двойного диплома с университетом Инха (Южная Корея). В июле 2024 года двойные дипломы получили первые 61 выпускник.